# رودریگو سانتونی
رودریگو سانتونی (انگلیسی: Rodrigo Santoni؛ زادهٔ ۱۹ اکتبر ۱۹۸۱) بازیکن فوتبال اهل آرژانتین است.
از باشگاه‌هایی که در آن بازی کرده‌است می‌توان به باشگاه فوتبال آرما اشاره کرد.